# 주성엔지니어링
주성엔지니어링 주식회사(영어: JUSUNG ENGINEERING)는 대한민국의 반도체, 디스플레이, 태양광 기업으로,경기도 광주시에 본사를 두고 있다.
외국인지분율이 12.18%이며 신규 사업으로 태양전지 관련 장비 사업을 추진하고 있다.

## 지배 구조
인적·물적 분할을 통해 2세 승계를 준비하고 있다.
2024년 반도체와 태양광, 디스플레이 장비 사업을 분리하고 지주사 체제로 전환하려던 계획을 주주들의 반대로 철회하였다.